# Lycaena gabori
Lycaena gabori är en fjärilsart som beskrevs av Dioszeghy 1913. Lycaena gabori ingår i släktet Lycaena och familjen juvelvingar. Inga underarter finns listade i Catalogue of Life.